# Friedrich Hermann Gustav Hildebrand
Friedrich Hermann Gustav Hildebrand (* 6. April 1835 in Köslin; † 30. Dezember 1915 in Freiburg im Breisgau) war ein deutscher Botaniker und Professor für Botanik in Freiburg im Breisgau. Sein offizielles botanisches Autorenkürzel lautet „Hildebr.“

## Leben
Hildebrand war ein Zeitgenosse Darwins. Ab 1859 hielt er Vorlesungen an der Universität Bonn. Von 1868 bis 1907 war er Professor für Botanik an der Universität Freiburg. Seine Hauptarbeitsgebiete waren die Ökologie der Pflanzen, die Blütenökologie und die Ausbreitungsökologie.
1881 wurde Hildebrand zum Mitglied der Leopoldina berufen.

## Ehrungen
Nach ihm benannt wurde die Pilzgattung Hildebrandiella Naumov.

## Schriften (Auswahl)
- Die Verbreitung der Coniferen in der Jetztzeit und in den früheren geologischen Perioden. In: Verhandlungen des naturhistorischen Vereines der preussischen Rheinlande und Westphalens. Band 18, 1861, S. 199–384.
- Die Fruchtbildung der Orchideen, ein Beweis für die doppelte Wirkung des Pollen. In: Botanische Zeitung. Band 21, 1863, S. 329–33, 337–45.
- On the impregnation in orchids as a proof of the two different effects of the pollen. In: Annals and Magazine of Natural History. 3d ser. 12, 1863, S. 169–74.
- Experimente über den Dimorphismus von Linum perenne und Primula sinensis. In: Botanische Zeitung. Band 22, 1864, S. 1–5.
- Experimente zur Dichogamie und zum Dimorphismus. In: Botanische Zeitung. Band 23, 1865, S. 1–6, 13–15.
- Über die Befruchtung der Salviaarten mit Hülfe von Insekten. In: Jahrbücher für wissenschaftliche Botanik. Band 4 (1865-6), 1866, S. 451-78.